# Vuelo 115 de Japan Airlines
El vuelo 115 de Japan Airlines era un vuelo doméstico desde el aeropuerto internacional de Tokio al aeropuerto de Itami, Osaka. El avión sufrió un golpe de cola al aterrizar en Osaka, que fue reparado incorrectamente y provocó un accidente catastrófico dentro de 7 años después, el 12 de agosto de 1985.

## El tailstrike
El 2 de junio de 1978, un Boeing 747SR de Japan Airlines, matrícula JA8119, que operaba el vuelo 115, estaba realizando una aproximación ILS a la pista 32L del aeropuerto Internacional de Osaka, pero experimentó un incidente al aterrizar. Los pilotos levantaron el morro, lo que provocó que la cola golpeara la pista. No hubo muertos pero 25 personas resultaron heridas (23 heridas leves y 2 heridas graves). La cola rota del avión abrió el mamparo de presión trasero. Los daños fueron reparados por técnicos de Boeing y la aeronave volvió a estar en servicio.

## Reparaciones inadecuadas y accidente

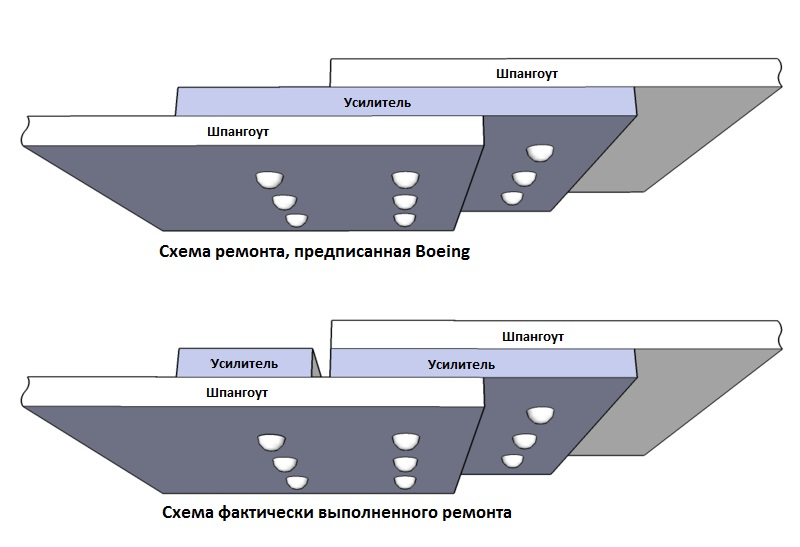
Placas de unión correctas (superior) e incorrectas (inferior)

El 12 de agosto de 1985, 7 años después del tailstrike, JA8119 prestaba servicio al vuelo 123 en la misma ruta de Haneda a Itami. Al despegar de Haneda, a los 12 minutos de vuelo (18:24), la reparación del portón trasero fracasó estrepitosamente. El mamparo trasero explotó, el estabilizador vertical se desprendió y todos los sistemas hidráulicos se entumecieron, lo que provocó que el 747 se perdiera el control. Y 32 minutos después (18:56), el 747 se estrelló contra el monte Takamagahara cerca de Ueno, prefectura de Gunma, 100 kilómetros al norte de Tokio, matando a 520 de las 524 personas a bordo. Este es el accidente de un solo avión más mortífero de la historia.
La investigación del accidente reveló que la sección de cola de 1978 se había reparado incorrectamente. La especificación de Boeing para un mamparo dañado requería una placa de unión continua con 3 filas de montantes, pero los técnicos de Boeing repararon y reemplazaron dos placas de unión discontinuas, colocadas paralelas a la unión. La inspección posterior a la reparación de JAL no detectó el defecto ya que estaba cubierto por placas superpuestas.
En un incidente no relacionado el 19 de agosto de 1982, mientras estaba bajo el control del primer oficial, JA8119 sufrió un aterrizaje peligroso mientras aterrizaba en la Base Aérea de Chitose dentro del alcance. oscuro. Este se reparó con éxito y la aeronave volvió a estar en servicio. Este incidente no contribuyó al accidente posterior del vuelo 123 de Japan Airlines.